# Capasa mimaria
Capasa mimaria är en fjärilsart som beskrevs av Swinhoe 1909. Capasa mimaria ingår i släktet Capasa och familjen mätare. Inga underarter finns listade i Catalogue of Life.